# Ebbw Vale RFC
Der Ebbw Vale Rugby Football Club ist ein Rugby-Union-Verein, der in der Swalec Championship, der zweiten Liga im walisischen Ligensystem, spielt. Die Heimspiele werden im Eugene Cross Park in Ebbw Vale im County Borough Blaenau Gwent County Borough ausgetragen. Der Verein wurde 1879 gegründet. Seit dem Jahr 2003 stellt der Verein Spieler für die Newport Gwent Dragons, eine von vier walisischen Mannschaften in der multinationalen Pro14.

## Bekannte ehemalige Spieler
| - Nathan Budgett - Clive Burgess - Richie Collins - Deiniol Jones - Kingsley Jones - Arthur Lewis | - David Nash - Peter Sidoli - Arthur Smith - Iestyn Thomas - Paul Thorburn - Denzil Williams |